# Koninklijk Museum voor Schone Kunsten Antwerpen
Het Koninklijk Museum voor Schone Kunsten Antwerpen (KMSKA) is een kunsthistorisch museum in Antwerpen. Het KMSKA is het grootste en belangrijkste museum onder de voogdij van de Vlaamse Gemeenschap. Het is gevestigd in een statig gebouw uit de jaren 1884-1890 aan de Leopold de Waelplaats van de architecten Jean-Jacques Winders en Frans Van Dijk.

## Collectie
De collectie geeft een zeer volledig overzicht van de artistieke ontwikkelingen in de Scheldestad, die vooral in de zestiende en zeventiende eeuw tot de belangrijkste kunstcentra van Europa behoorde. Naast de Antwerpse en Vlaamse school zijn ook de Hollandse meesters goed vertegenwoordigd. Tot voor de komst van het Museum van Hedendaagse Kunst Antwerpen (MUHKA) heeft het Museum getracht ook werken van (voornamelijk Belgische) hedendaagse kunstenaars aan te kopen. Gedurende de 19e en 20e eeuw werden zo werken van levende meesters verworven die een overzicht geven van de artistieke evoluties in België en in het buitenland. Het KMSKA heeft de grootste en meest diverse Ensorcollectie ter wereld.
Het museum bezit ook diverse meesterwerken van verscheidene buitenlandse scholen. De meer dan 13.000 stuks tellende collectie bestaat hoofdzakelijk uit schilderijen, maar bevat ook tekeningen, prenten en beeldhouwwerken. Niet alle kunstwerken uit de collectie zijn eigendom van de Vlaamse Gemeenschap. Een aantal zeer belangrijke werken, merendeels afkomstig uit het legaat van Florent van Ertborn, is nog steeds eigendom van de stad Antwerpen.

### Bovenverdieping
Op de bovenverdieping zijn werken tentoongesteld van de Vlaamse primitieven als Jan van Eyck (De H. Barbara, Madonna bij de fontein), Rogier van der Weyden (Philippe de Croÿ, Zeven sacramenten), Hans Memling (Zegenende Christus met zingende en musicerende engelen, Portret van een man met een munt), Petrus Christus, Gerard David en verschillende anonieme meesters, van renaissanceschilders als Quinten Massijs (I) (H. Magdalena, Drieluik met de bewening van Christus), Joachim Patinir (De vlucht naar Egypte), Frans Floris (De val van de opstandige engelen), Marten de Vos (De Heilige Lukas schildert Maria), Pieter Brueghel de Jonge, Jan Provoost, Bernard van Orley, Jan Matsijs, Joachim Beuckelaer, Pieter Pourbus, Jacob Grimmer, Jan Gossaert, Gillis Coignet en Paul Bril.
Werken uit de barokperiode zijn er te zien, onder meer Peter Paul Rubens (Doopsel van Christus, Het ongeloof van Thomas, Christus op het stro, Laatste communie van de Heilige Franciscus, De lanssteek, Heilige drievuldigheid, Aanbidding van de koningen, Venus Fregida, De verloren zoon), Antoon van Dyck (De bewening van Christus, Portret van kunstschilder Marten Pepijn), Jacob Jordaens (Zoals de ouden zongen, zo piepen de jongen), Sebastiaen Vrancx, Jan Brueghel de Oude en Joos de Momper. Er zijn ook werken van Adriaen Brouwer (Kaartspelers en drinkers), David Teniers de Jonge (Rokers), Frans Snyders (Voorraadkamer met een hond, een aap en een papegaai), Frans Francken de Jongere, Erasmus Quellinus de Oude en Lucas van Uden.
Uit de achttiende eeuw heeft het museum werken van Claude Joseph Vernet en Jean-Baptiste Tency. De negentiende eeuw wordt vertegenwoordigd door schilders als Gustaaf Wappers, Alfred Stevens, Hippolyte Boulenger, Léon Frédéric, Henri Evenepoel, Eugène Laermans, Nicaise de Keyser, Hendrik Leys (Bezoek van Albrecht Dürer in Antwerpen in 1520), Henri De Braekeleer (Bloemkwekerstuin), Constantin Meunier (De terugkeer van de mijn), Théo Van Rysselberghe (Portret van Maria Sèthe), Emile Claus (Zomer), Henry Van de Velde (Vrouw bij het raam), Fernand Khnopff en James Ensor (Het burgersalon, De intrige).
Er zijn buitenlandse meesterwerken van Titiaan (Paus Alexander VI Borgia stelt Jacopo Pesaro voor aan Sint-Pieter), Jean Fouquet (Maria en Jezus omringd door serafijnen en cherubijnen) Jean Clouet, Simone Martini (Orsinipolyptiek, bestaande uit: De engel Gabriël, Maria, De lanssteek en De kruisafneming), Antonello da Messina (Calvarie), Fra Angelico (De Heilige Romualdus ontzegt keizer Otto III de toegang tot de kerk), Lucas Cranach de Oude (Caritas), Hans Holbein de Jonge, Frans Hals (Portret van Stefanus Geraerdts), Gerard ter Borch, Nicolaes Maes, Rembrandt van Rijn (Portret van Eleazar Swalmius), Jan Steen en Abraham van Beijeren. Uit de negentiende eeuw bezit het museum ook buitenlands werk van Gustave Courbet, Lawrence Alma-Tadema, Alexandre Cabanel (Cleopatra laat gif proeven door ter dood veroordeelde gevangenen), Auguste Rodin, James Tissot, Jean Auguste Dominique Ingres, George Hendrik Breitner, Jan Toorop, Edgar Degas, Maurice de Vlaminck, Édouard Vuillard en Jacques Louis David. Het werk 'Aardappelrooiende boerin' van Vincent van Gogh is een representatief werk voor zijn Hollandse periode.

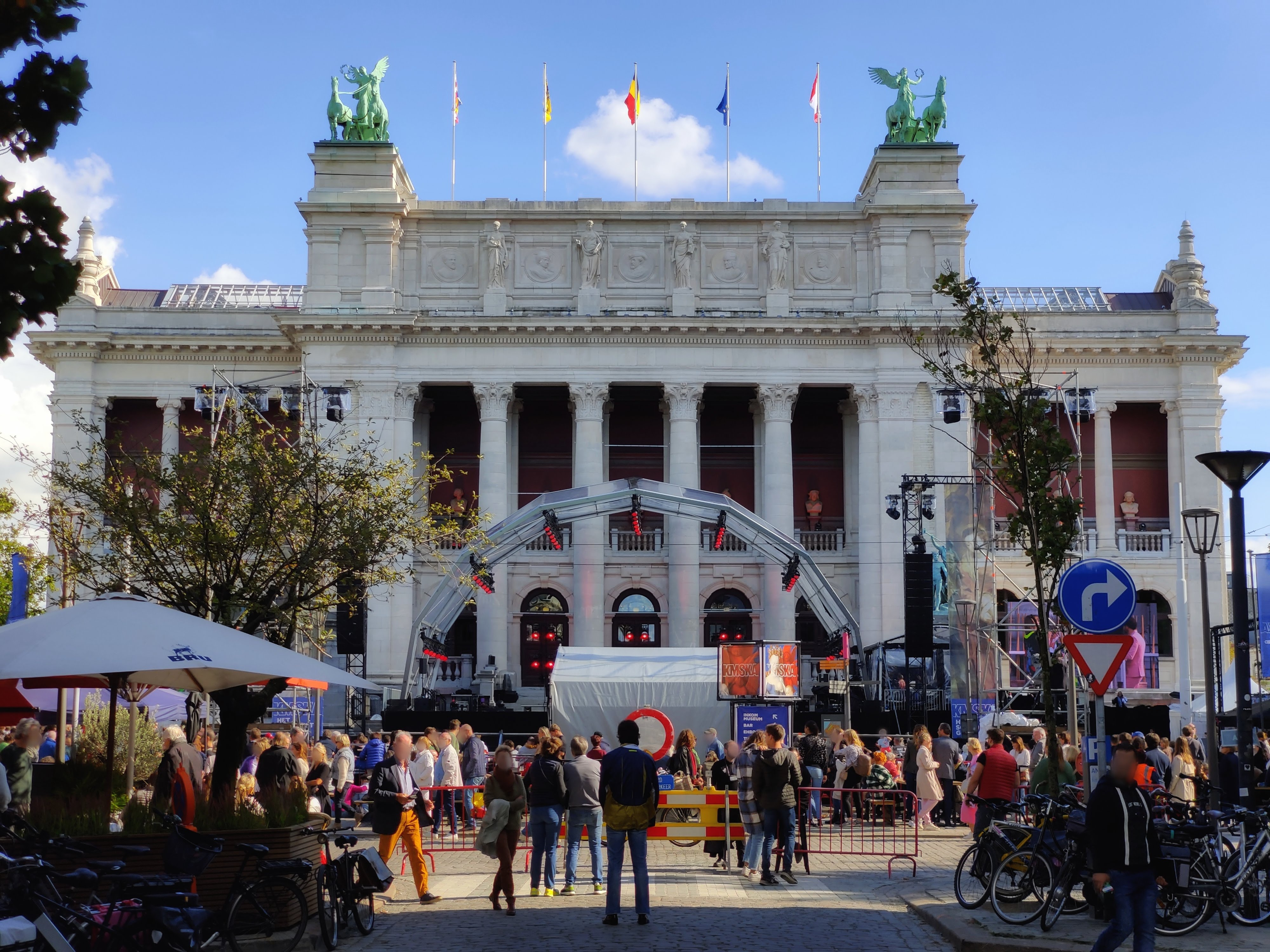
Het KMSKA op de tweede dag van het heropeningsfestival

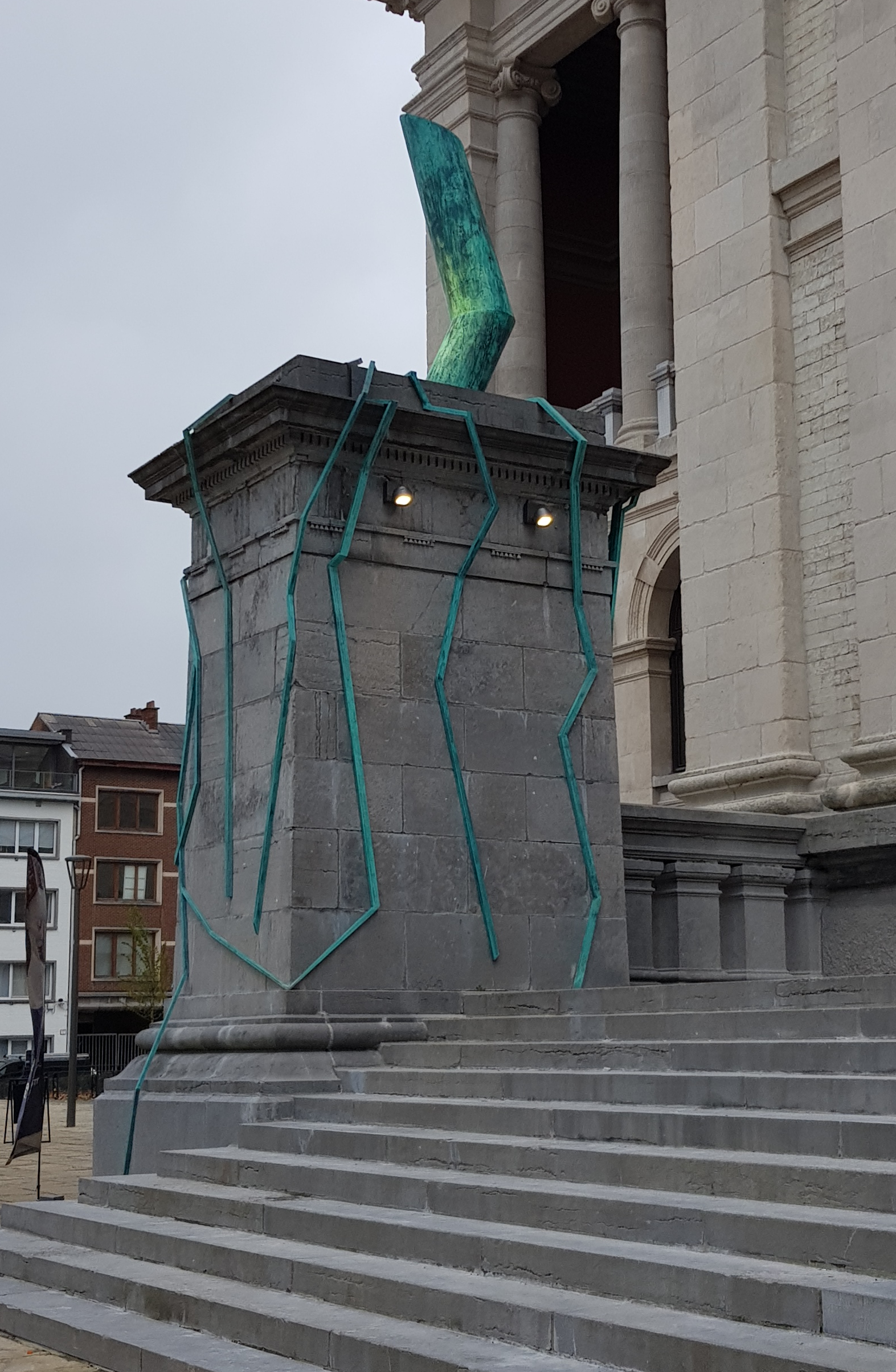
Kunstwerk Mimesis van Lili Dujourie op de sokkel van het KMSKA te Antwerpen

### Benedenverdieping

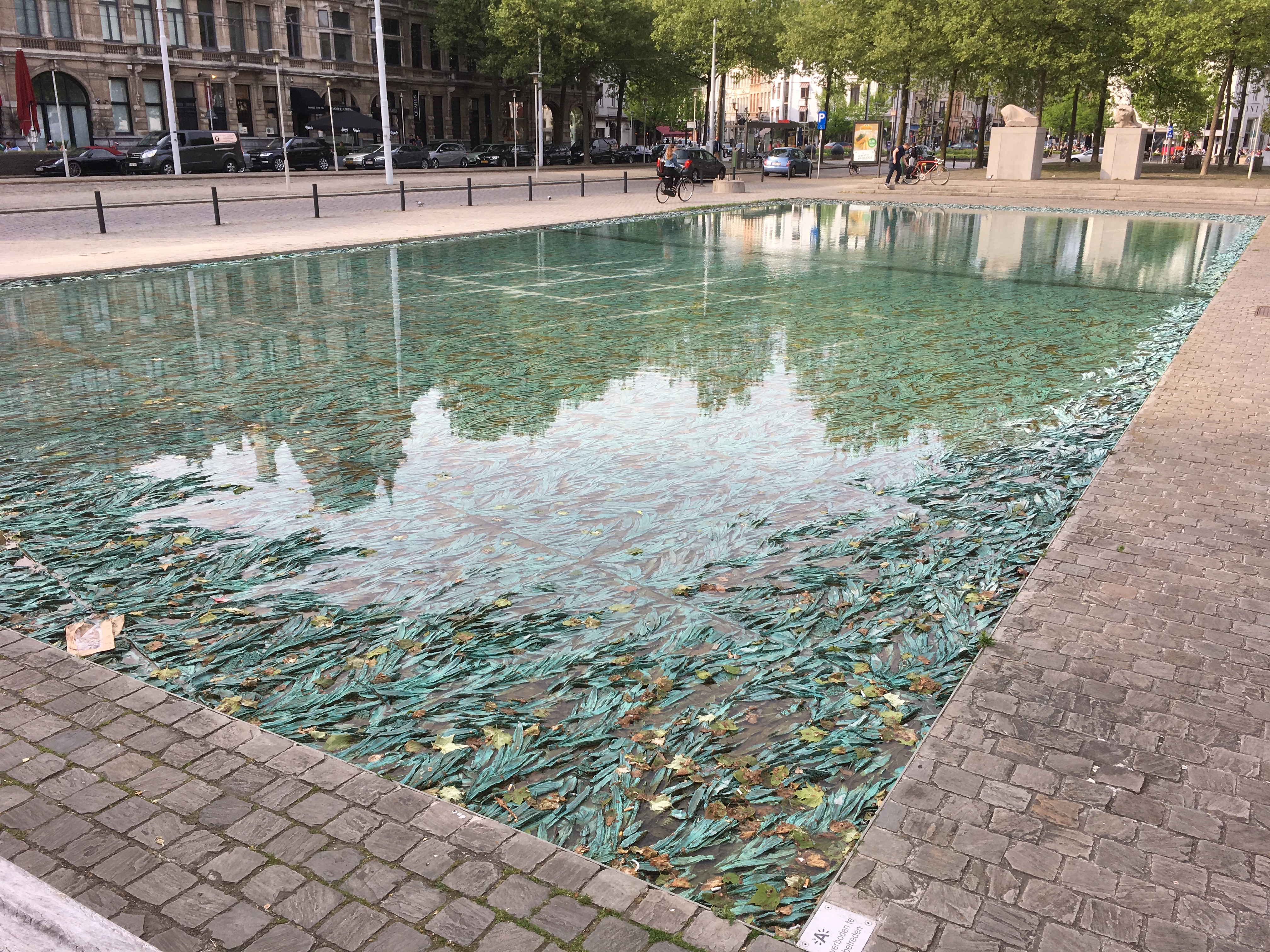
Diepe Fontein van Cristina Iglesias aan de voorzijde van het museum

De benedenverdieping is gewijd aan de twintigste eeuw. Hier zijn onder meer werken van Belgische schilders als Rik Wouters (De strijkster, De opvoeding), Gustave van de Woestijne (De twee lentes), Gustaaf de Smet, Frits van den Berghe, Constant Permeke (Vissersvrouw), Jean Brusselmans (Pajottenland), Léon Spilliaert, René Magritte (16 september), Paul Delvaux (De Roze strikken), Jules Schmalzigaug (Indruk van een danszaal), Fernand Khnopff, Jean Delville, Jozef Peeters, Victor Servranckx en Pierre Alechinsky (De laatste dag) te zien. De collectie bevat ook werk van enkele grote buitenlandse modernen zoals Lucio Fontana, Amedeo Modigliani (Zittend naakt), George Grosz (Portret van Walter Mehring), Lovis Corinth, Karel Appel (Vliegende man), Jakob Smits, Kees van Dongen en Ossip Zadkine. Na de verbouwing en heropening in 2023 werd de collectie van moderne kunst verplaatst naar een nieuw gedeelte.

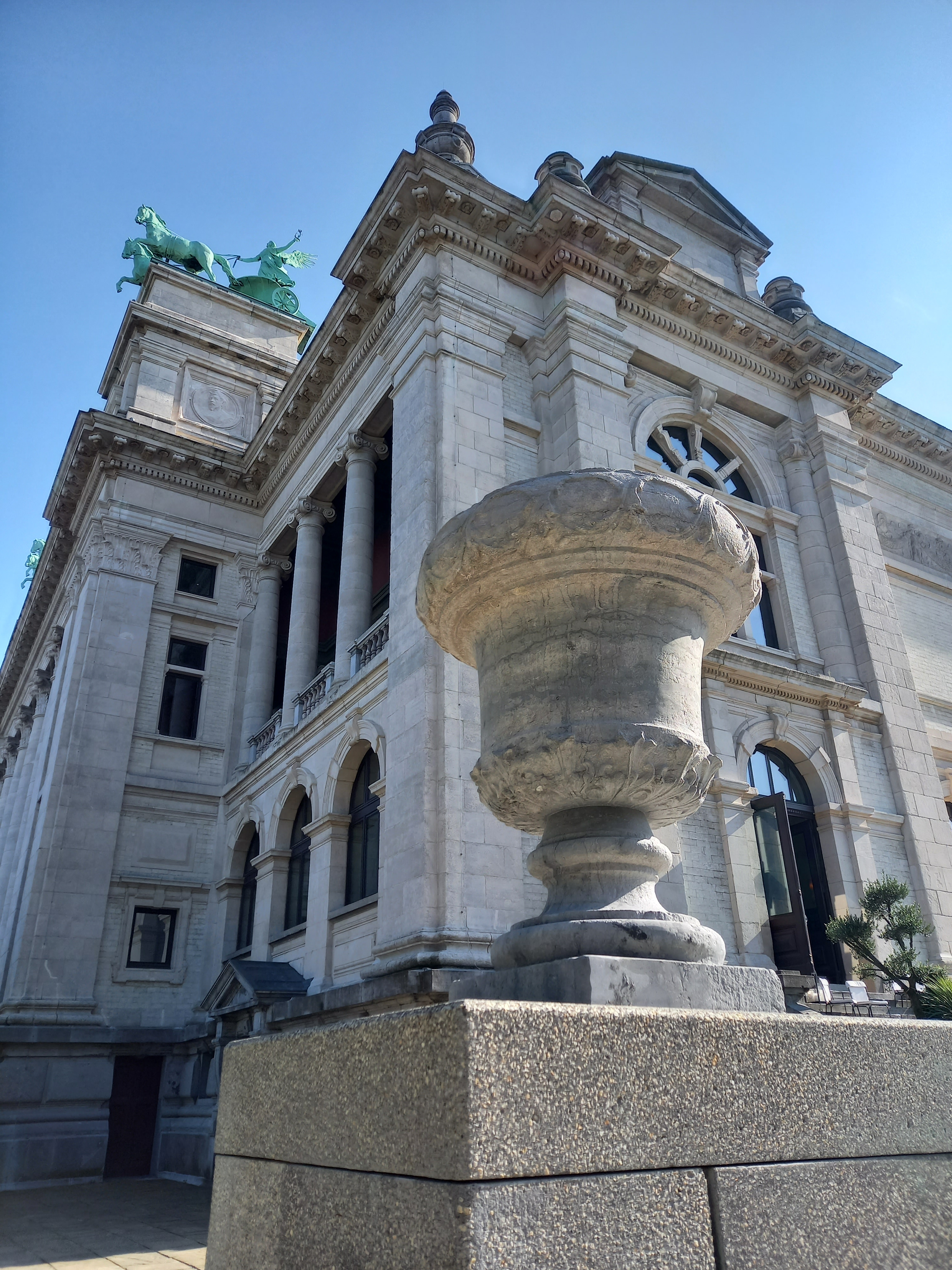
Siervaas uit de zeventiende eeuw die oorspronkelijk in de oude citadel in Antwerpen stond.

## Verbouwing
Het museumgebouw ging in najaar 2011 dicht voor een jarenlange verbouwing. Het gebouw kampte met plaatsgebrek, het dak lekte, de klimaatregeling werkte niet behoorlijk en het comfort was niet aangepast aan hedendaagse normen. Bij de verbouwing werden de vier grote patio's heringericht als museumzalen. Het ontwerp is van het Nederlandse architectenbureau Kaan Architecten. Na 11 jaar renovatie heropende het museum, dat met 40 procent uitgebreid werd, op 24 september 2022 met een openingsfeest. De oude zalen werden hersteld, aangepast aan hedendaagse normen, de klimaatregeling werd vernieuwd, een nieuwe afdeling voor kunstwerken van na 1880 werd aan de binnenkant van het gebouw bijgebouwd en 100 kunstwerken werden gerestaureerd. In het nieuwe gebouw werd een aparte vleugel gewijd aan James Ensor, waar bijna 40 schilderijen, schetsboeken, tekeningen en etsen van hem tentoongesteld worden.
In een haalbaarheidsstudie naar een nieuwe premetrotunnel onder het Antwerpse stadscentrum werd de bouw van een premetrostation Museum onder de Leopold de Waelplaats, het voorplein van het museum, bestudeerd, maar er is nog geen zicht op een eventuele concrete realisatie.

## Enkele tentoongestelde werken

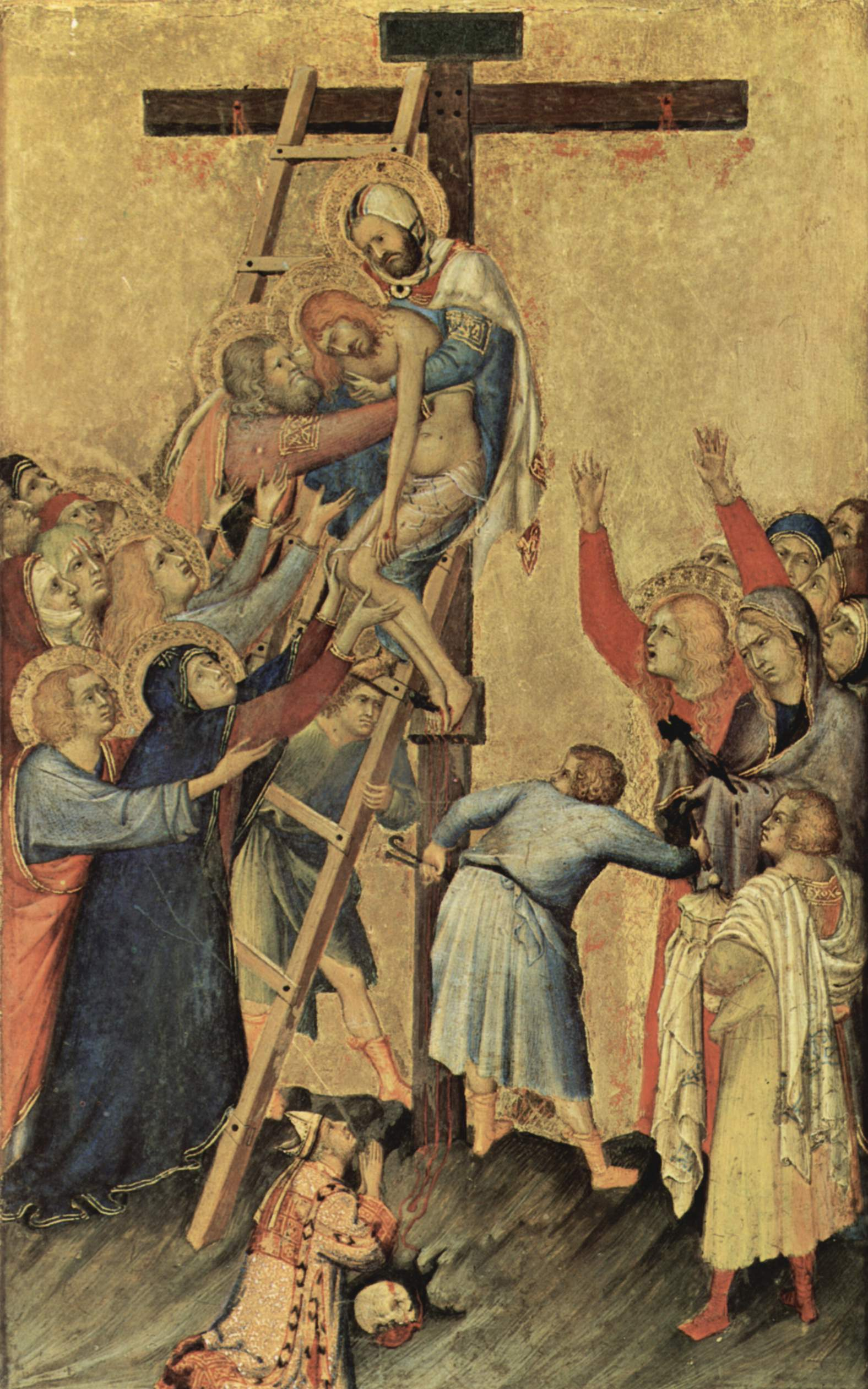
Simone Martini
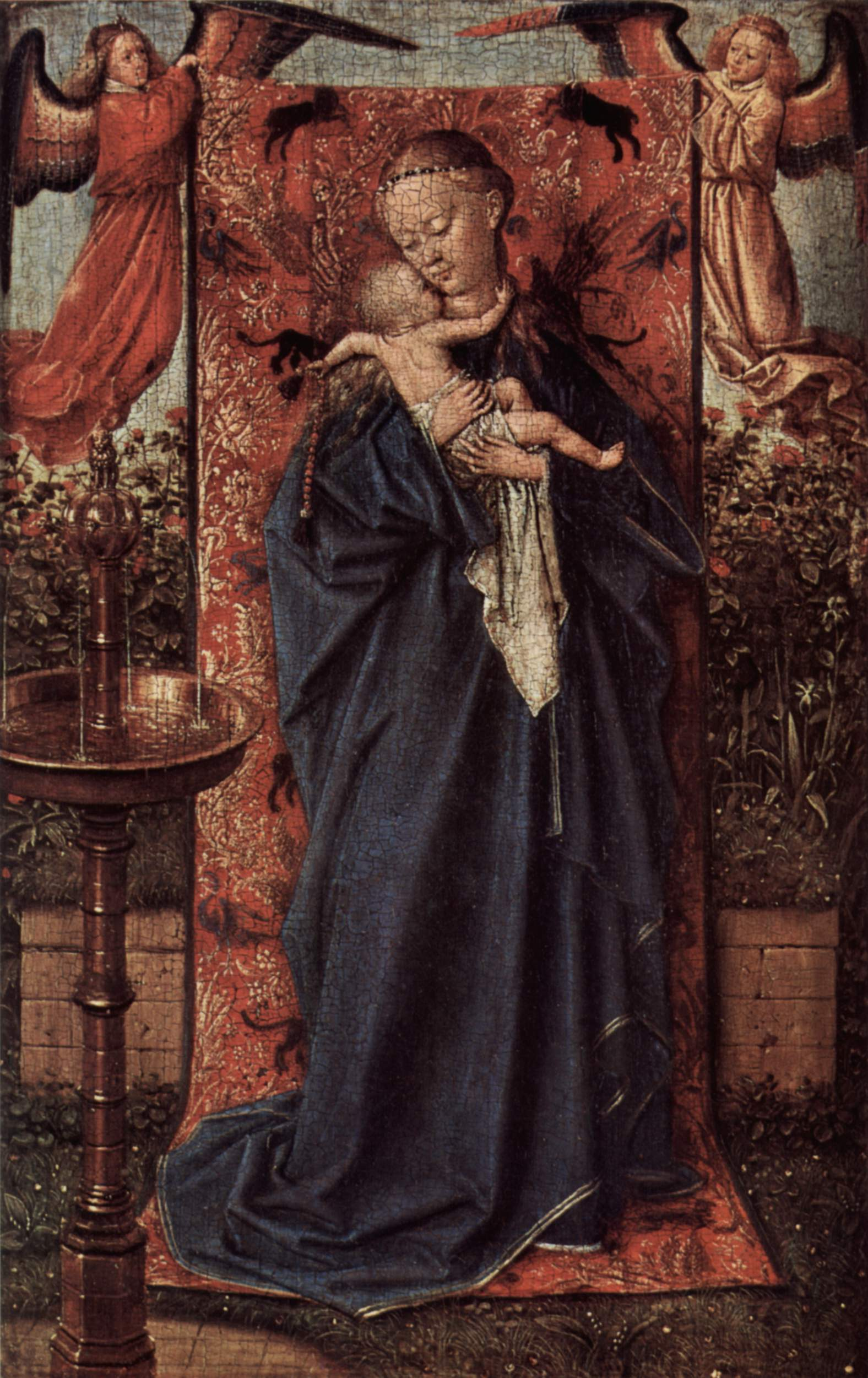
Jan van Eyck
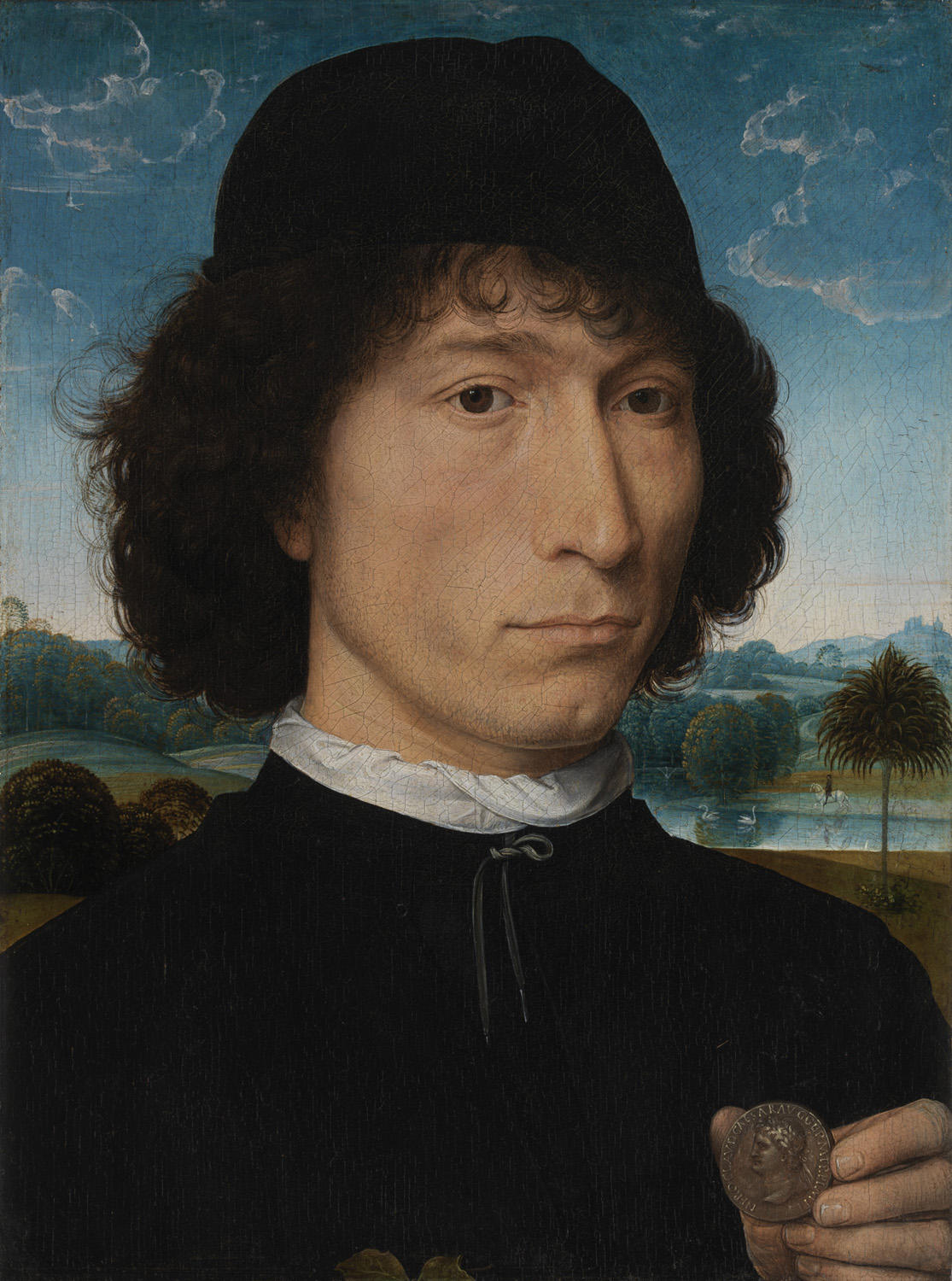
Hans Memling
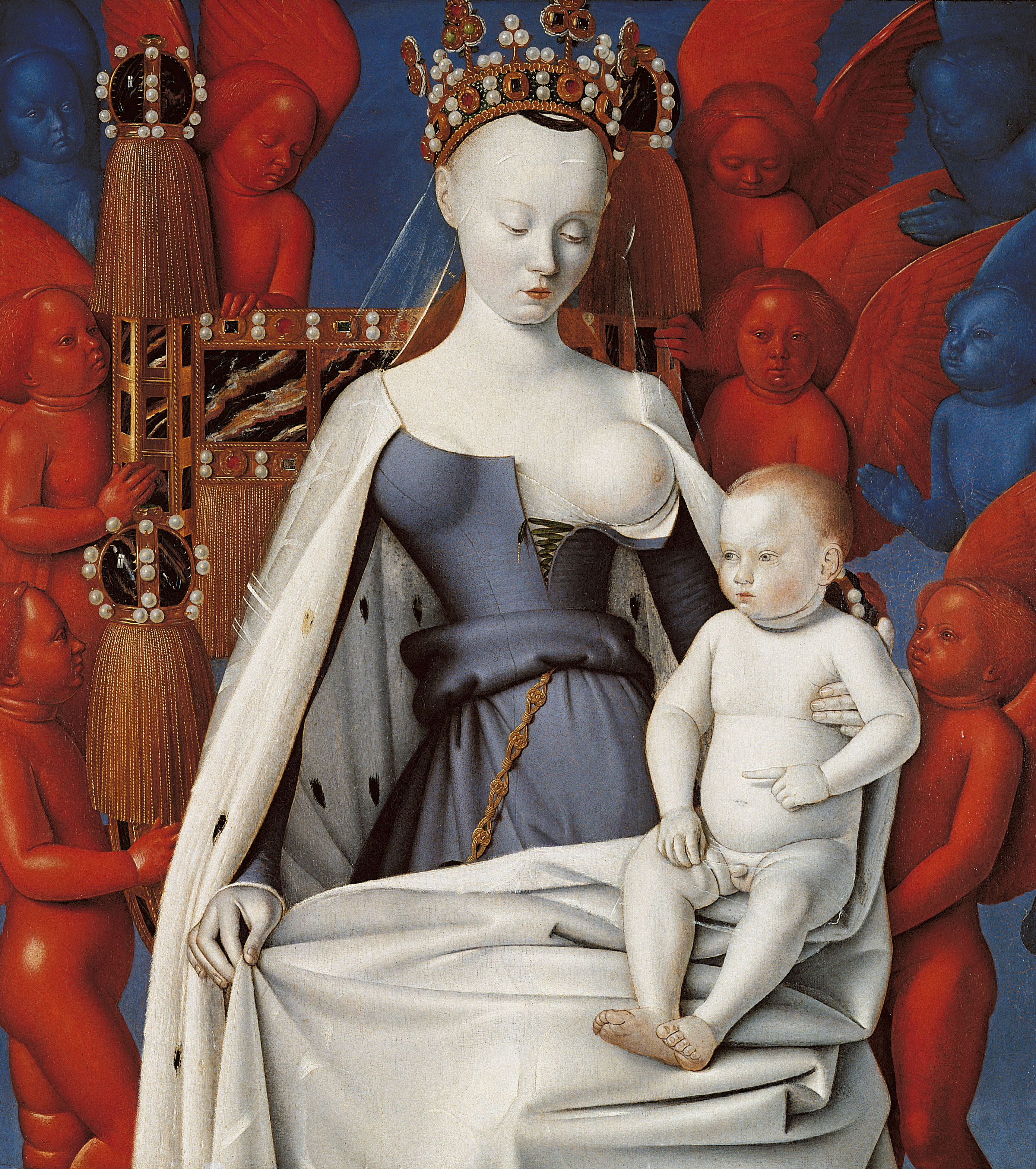
Jean Fouquet
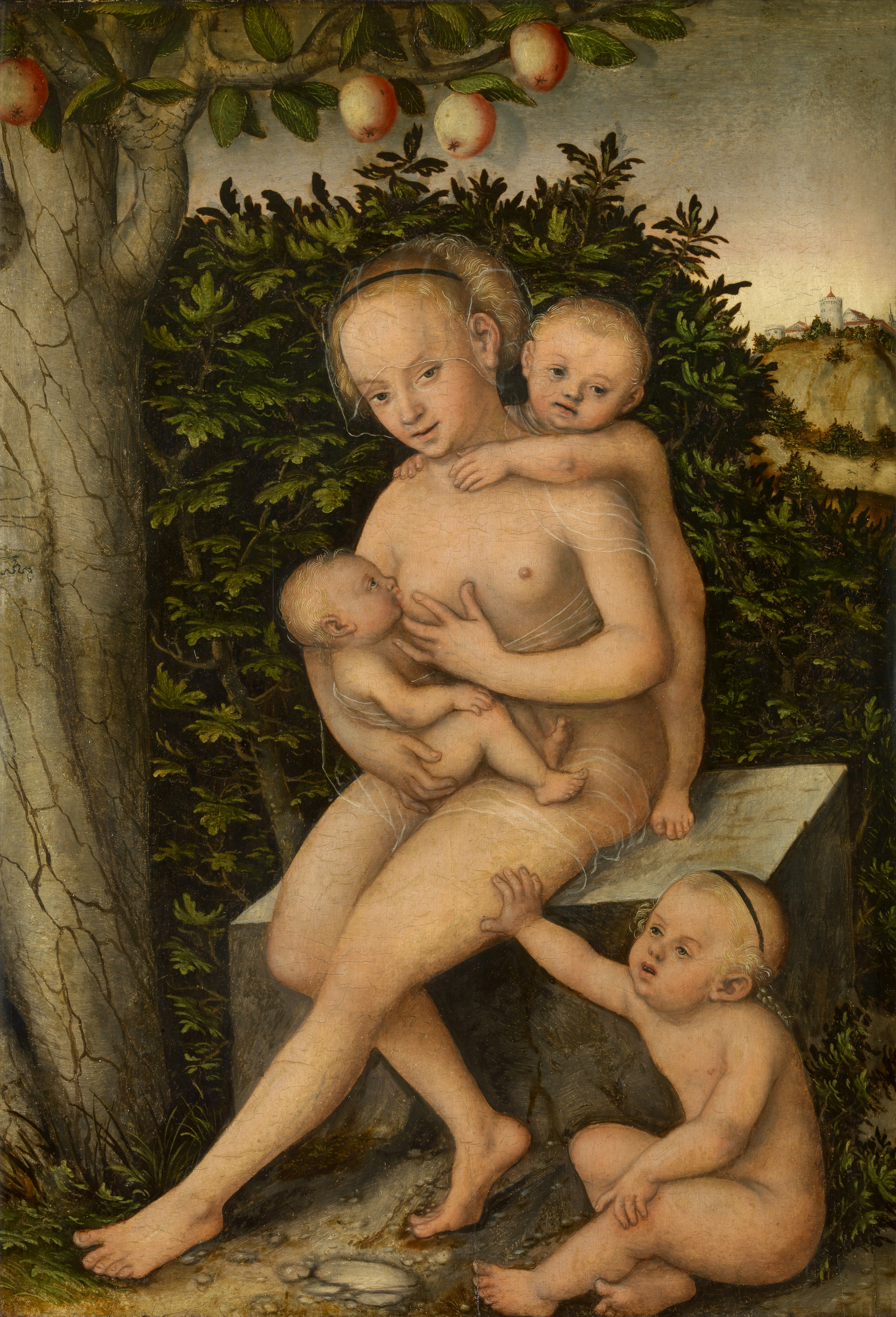
Lucas Cranach de Oude
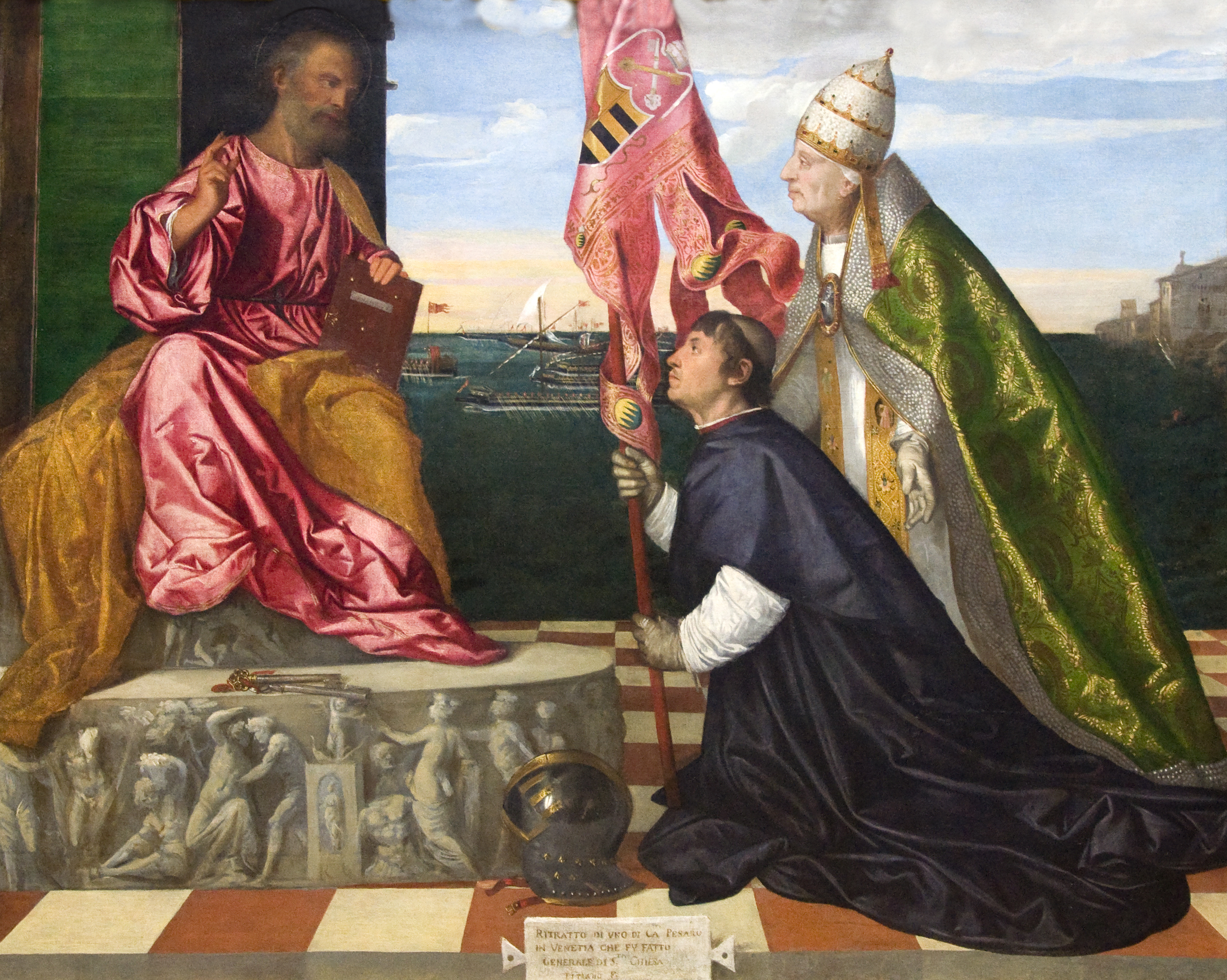
Titiaan
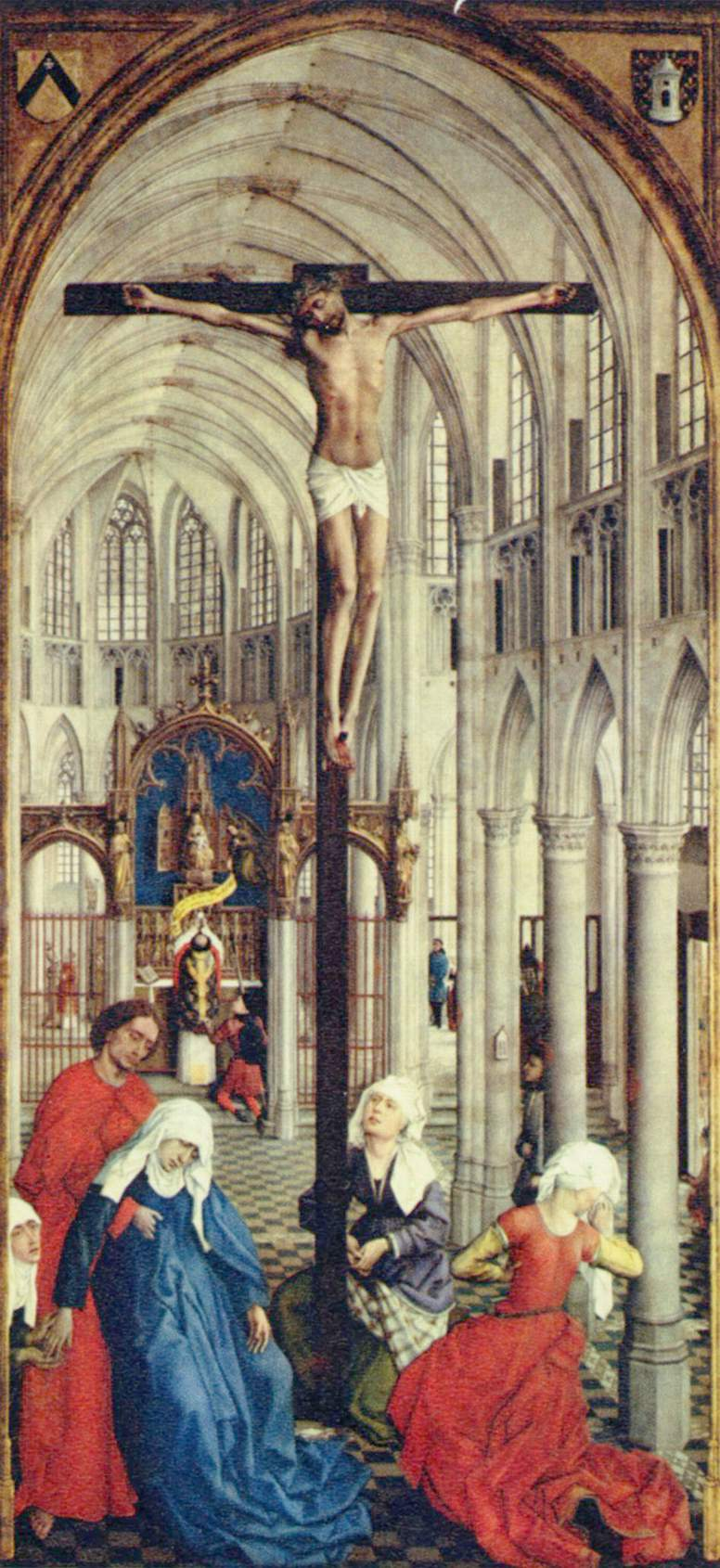
Rogier van der Weyden
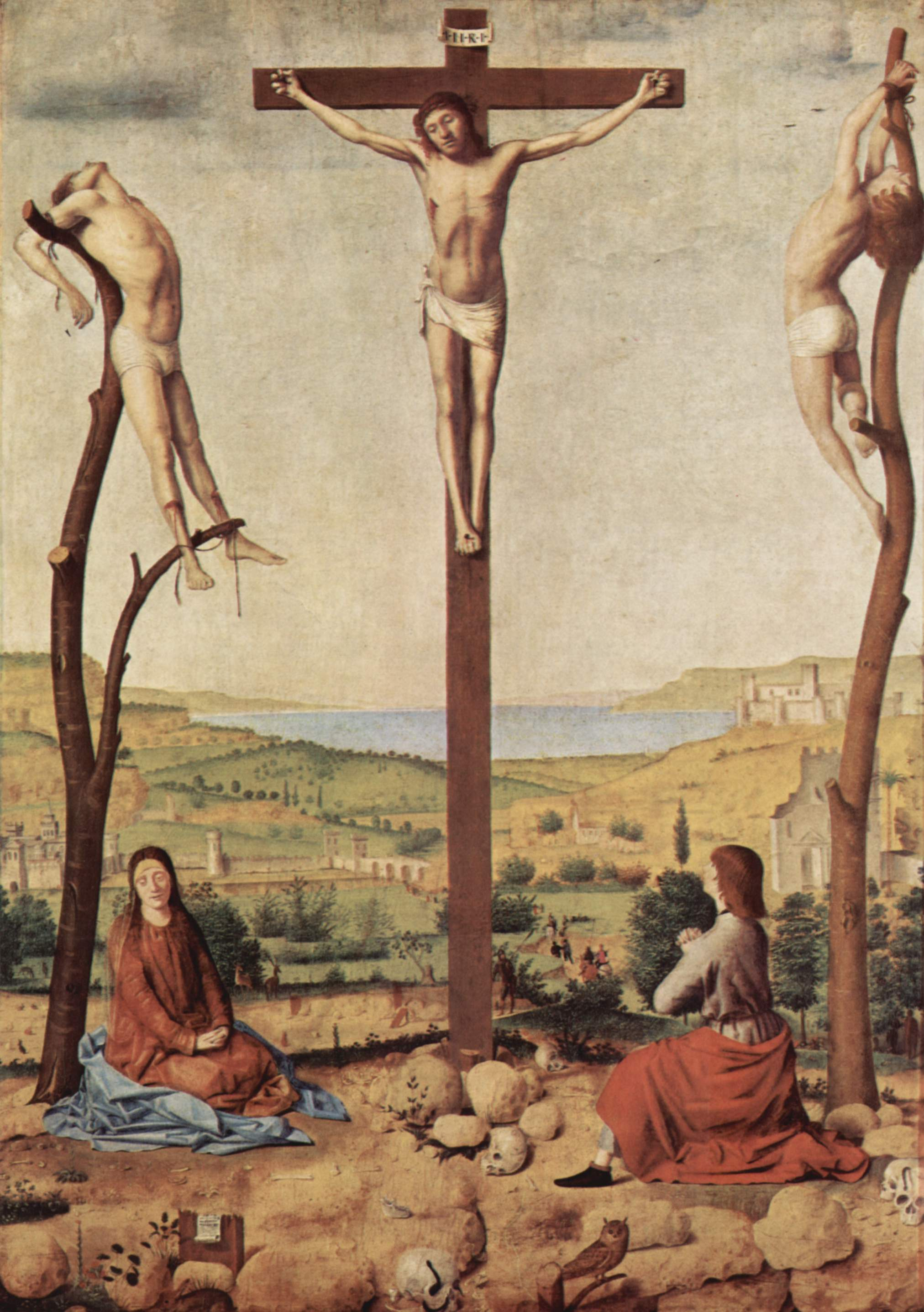
Antonello da Messina
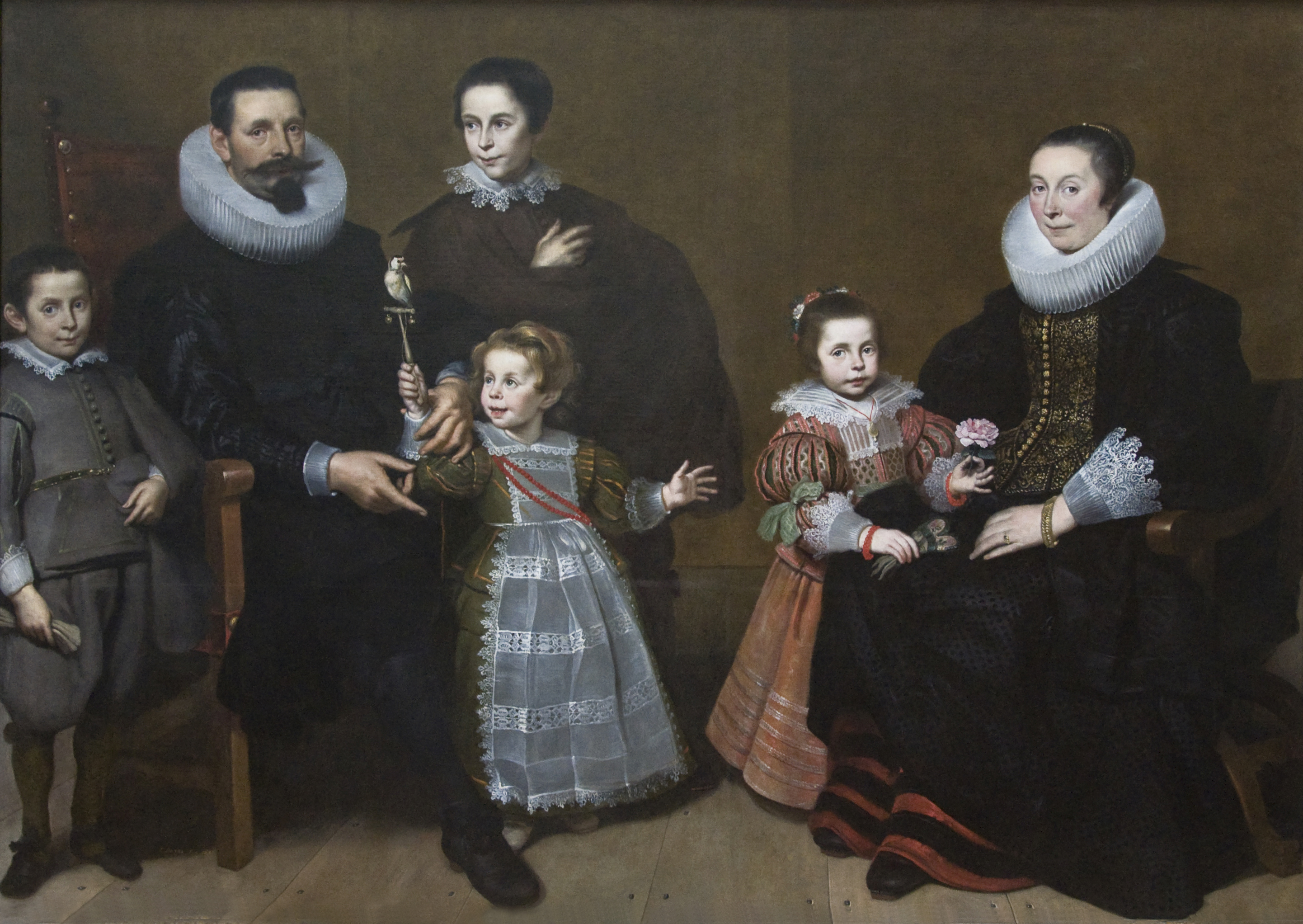
Cornelis de Vos
Jacob Jordaens
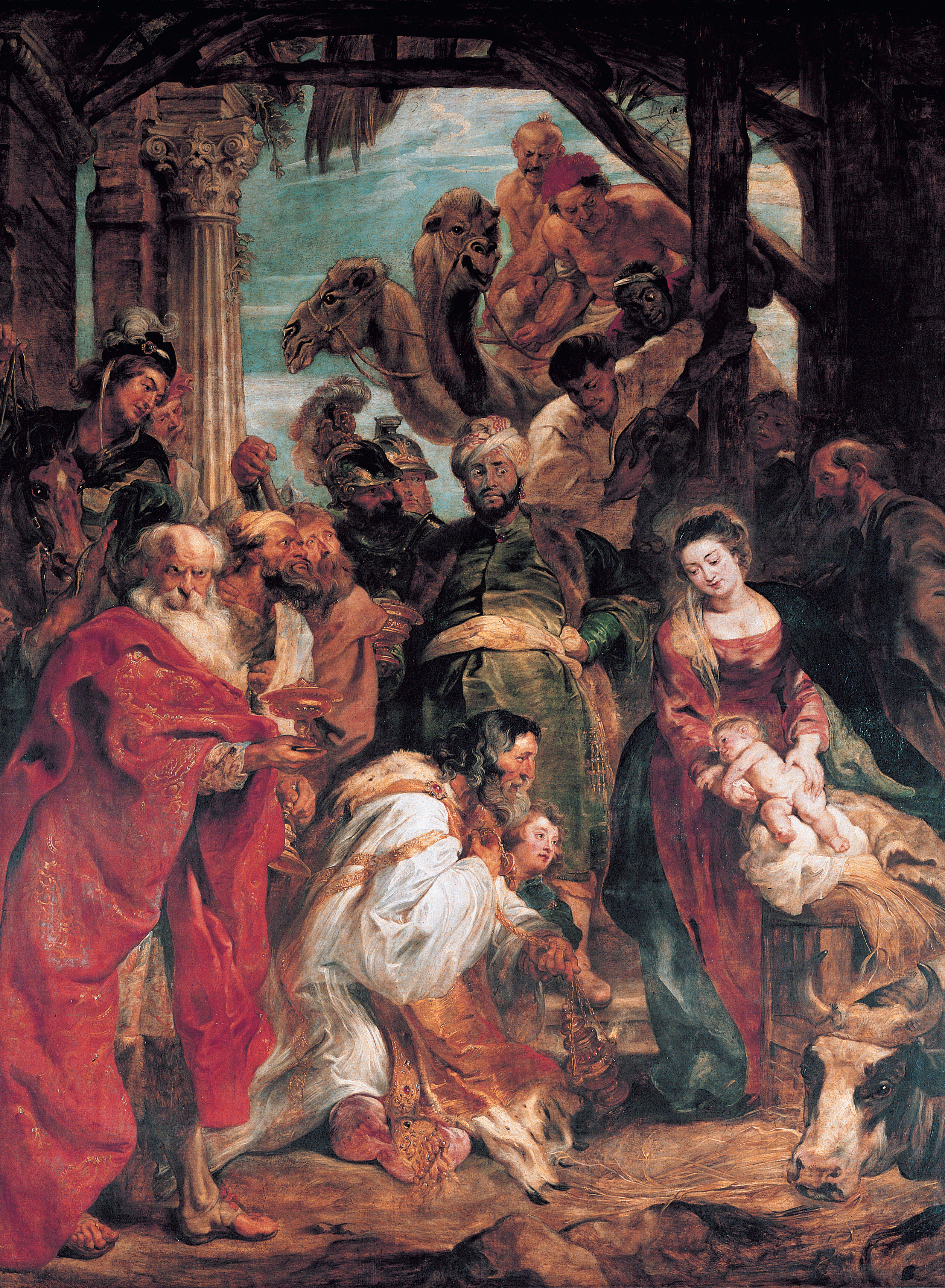
Peter Paul Rubens
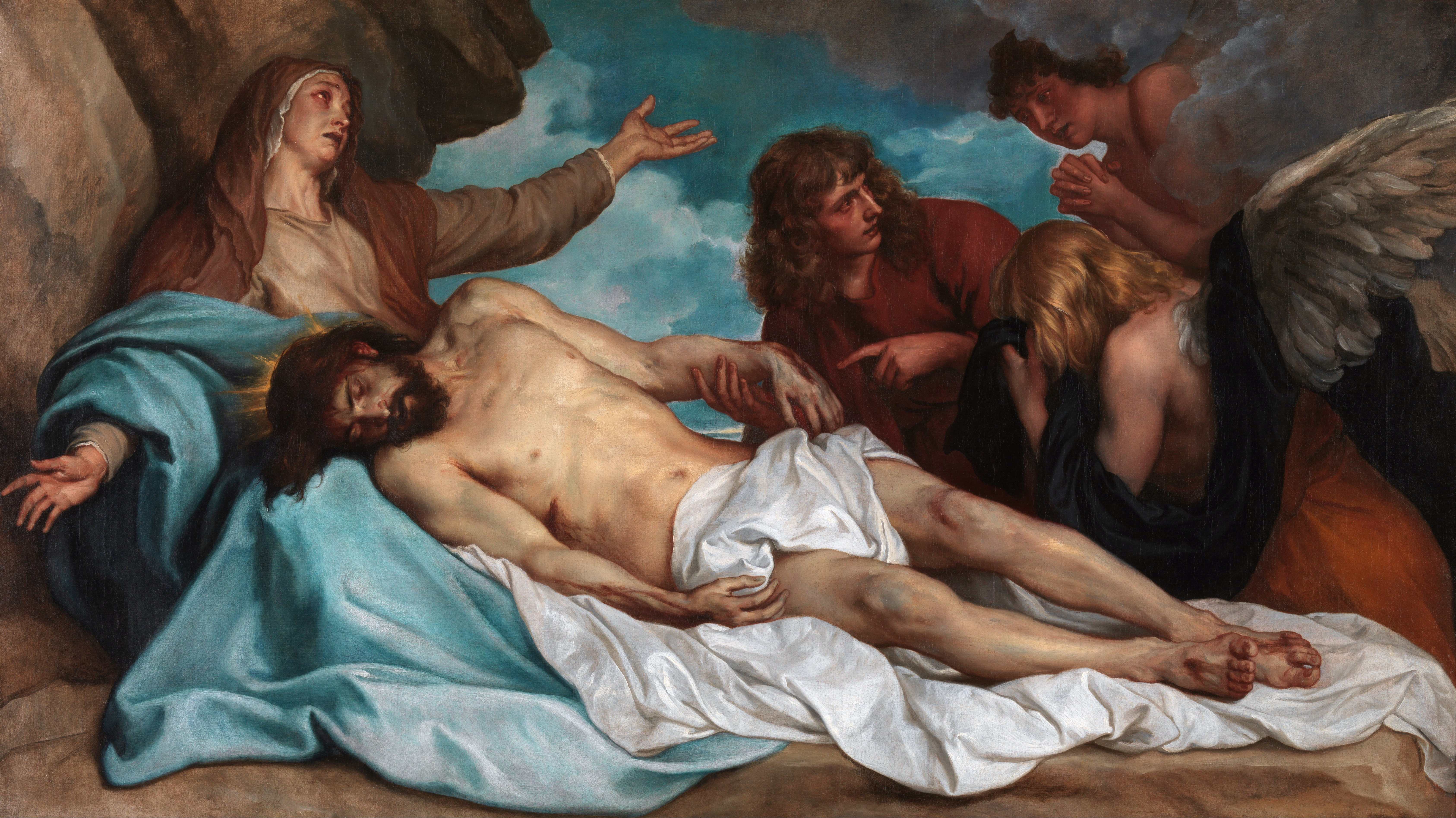
Antoon van Dyck
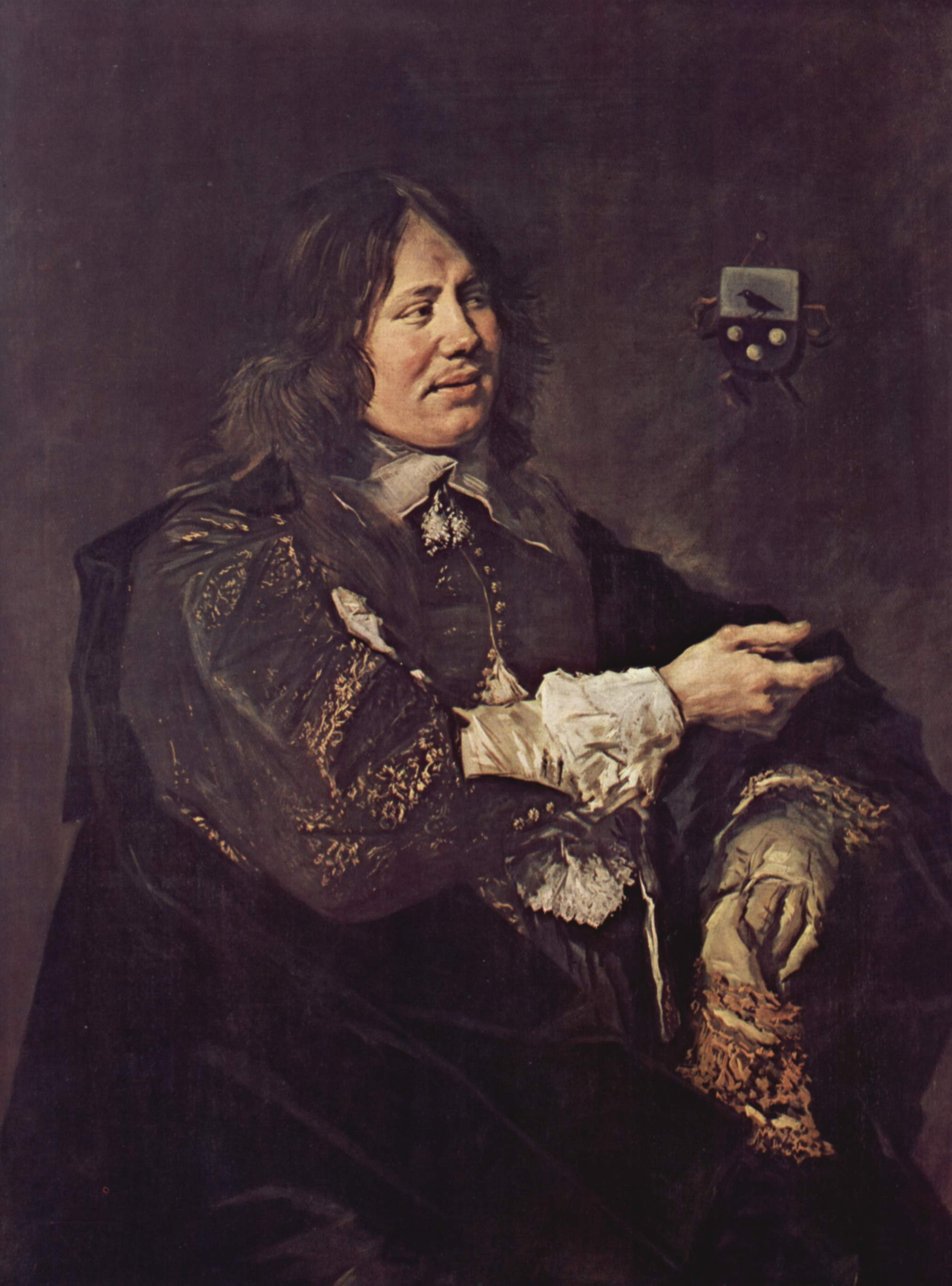
Frans Hals
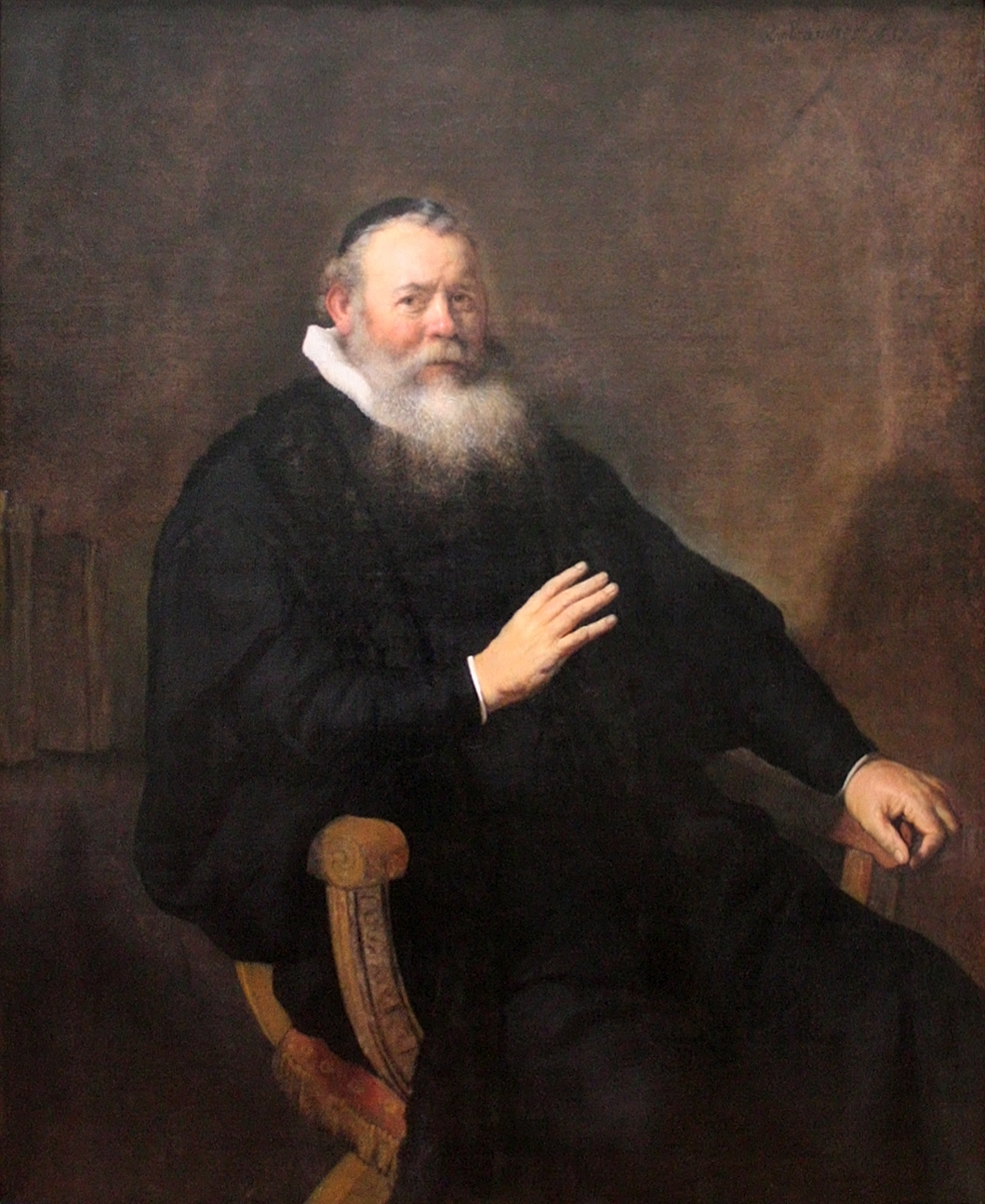
Portret van Eleazar Swalmius van Rembrandt van Rijn
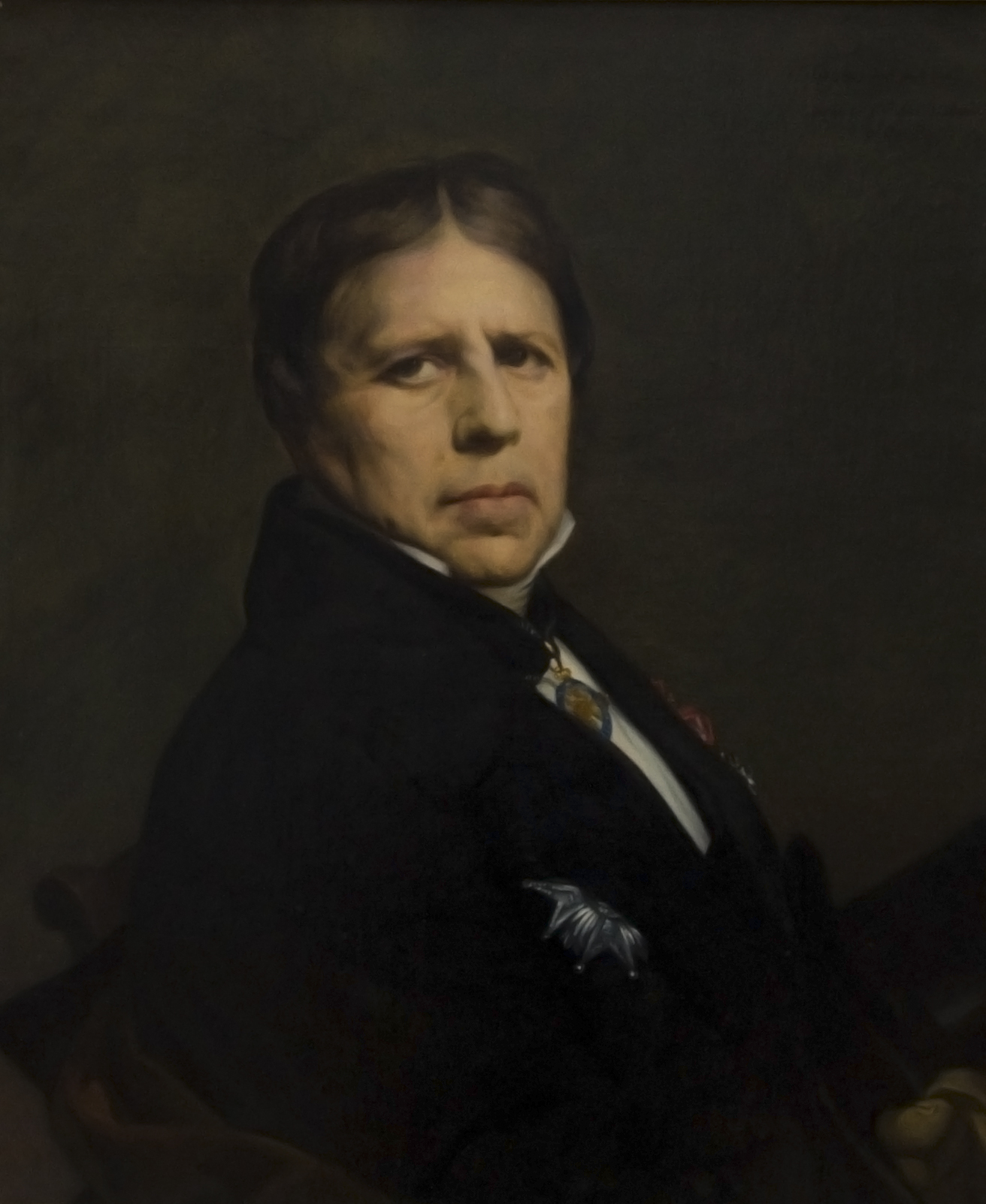
Jean Auguste Dominique Ingres
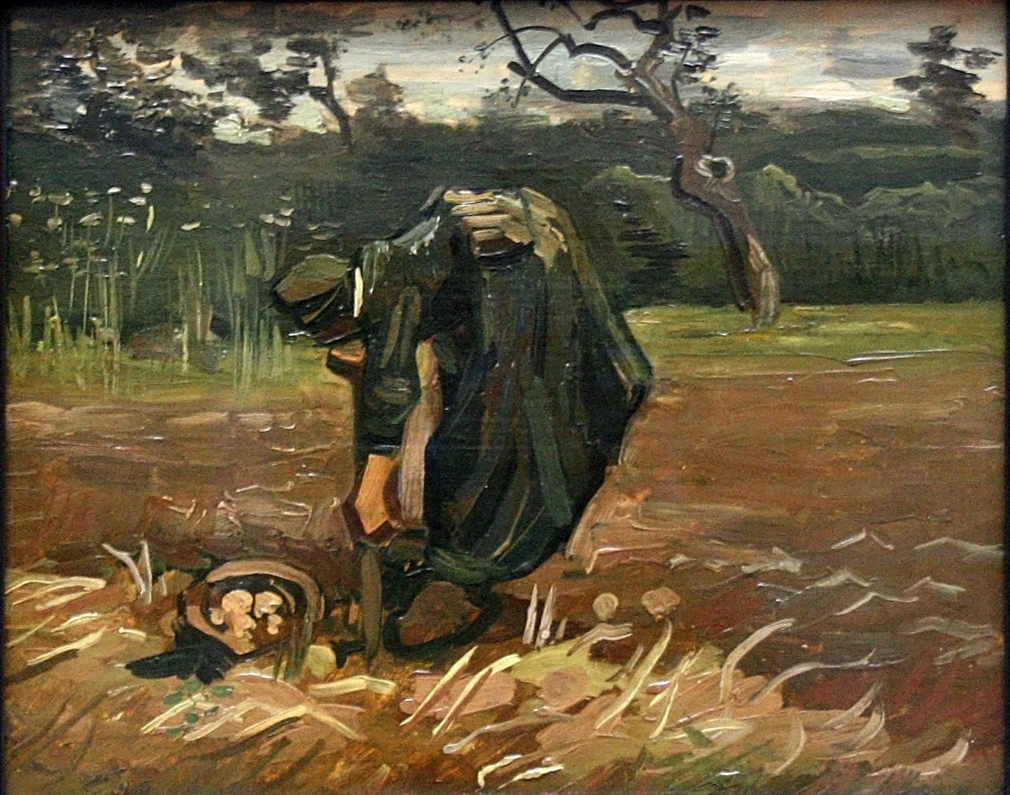
Vincent Van Gogh
Nicaise De Keyser: Margaretha in de kerk
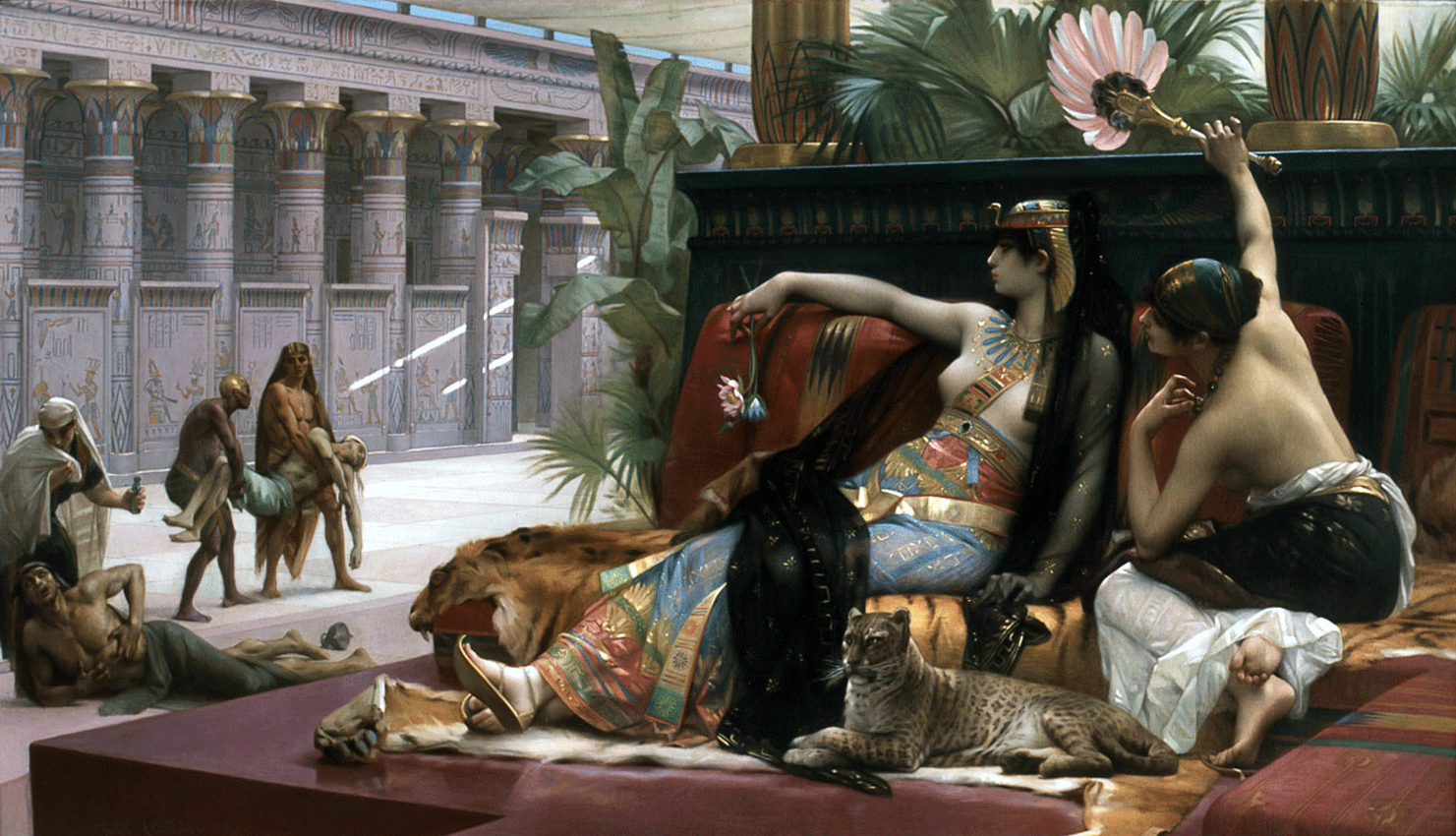
Alexandre Cabanel
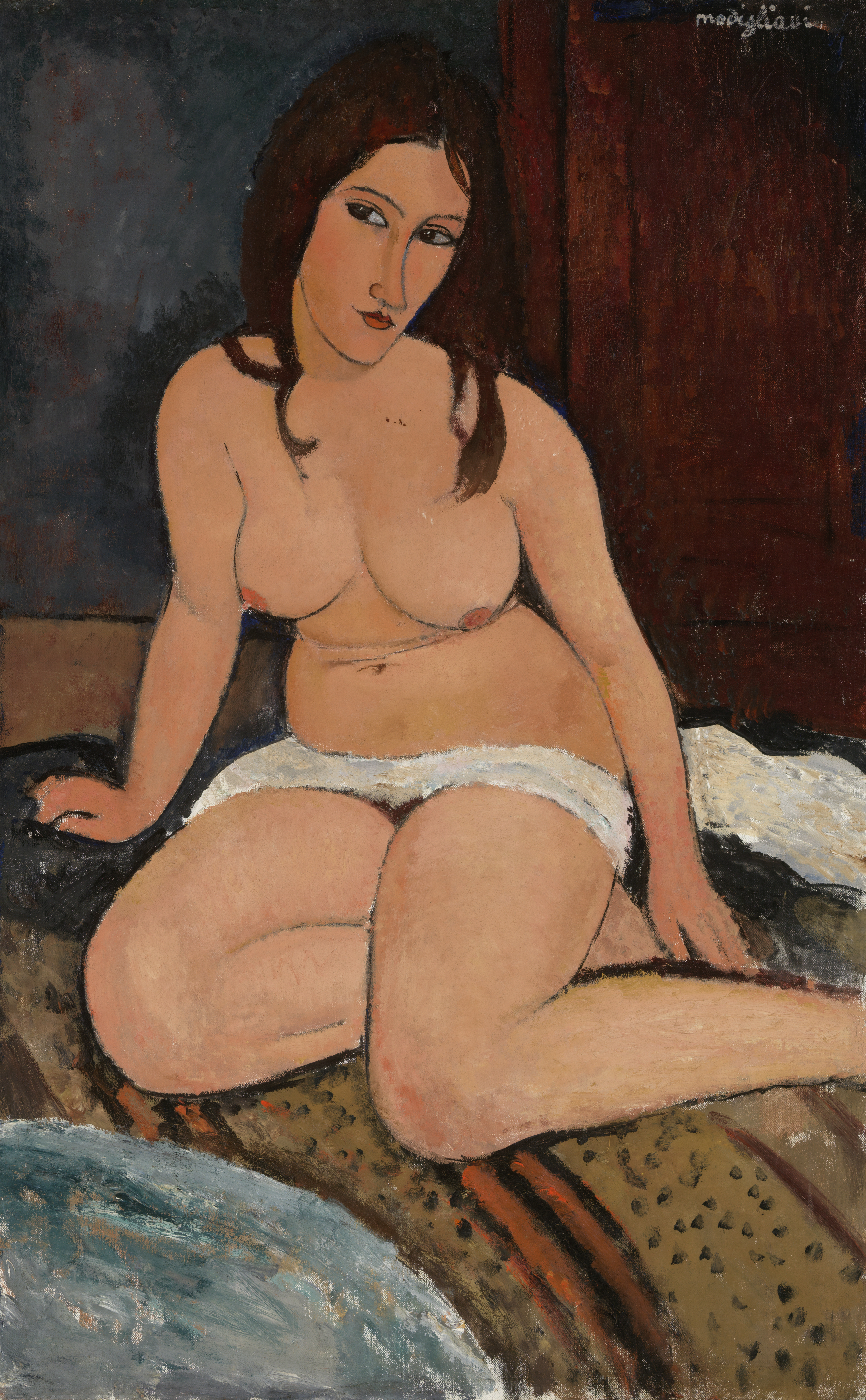
Zittend naakt (1917) van Amedeo Modigliani
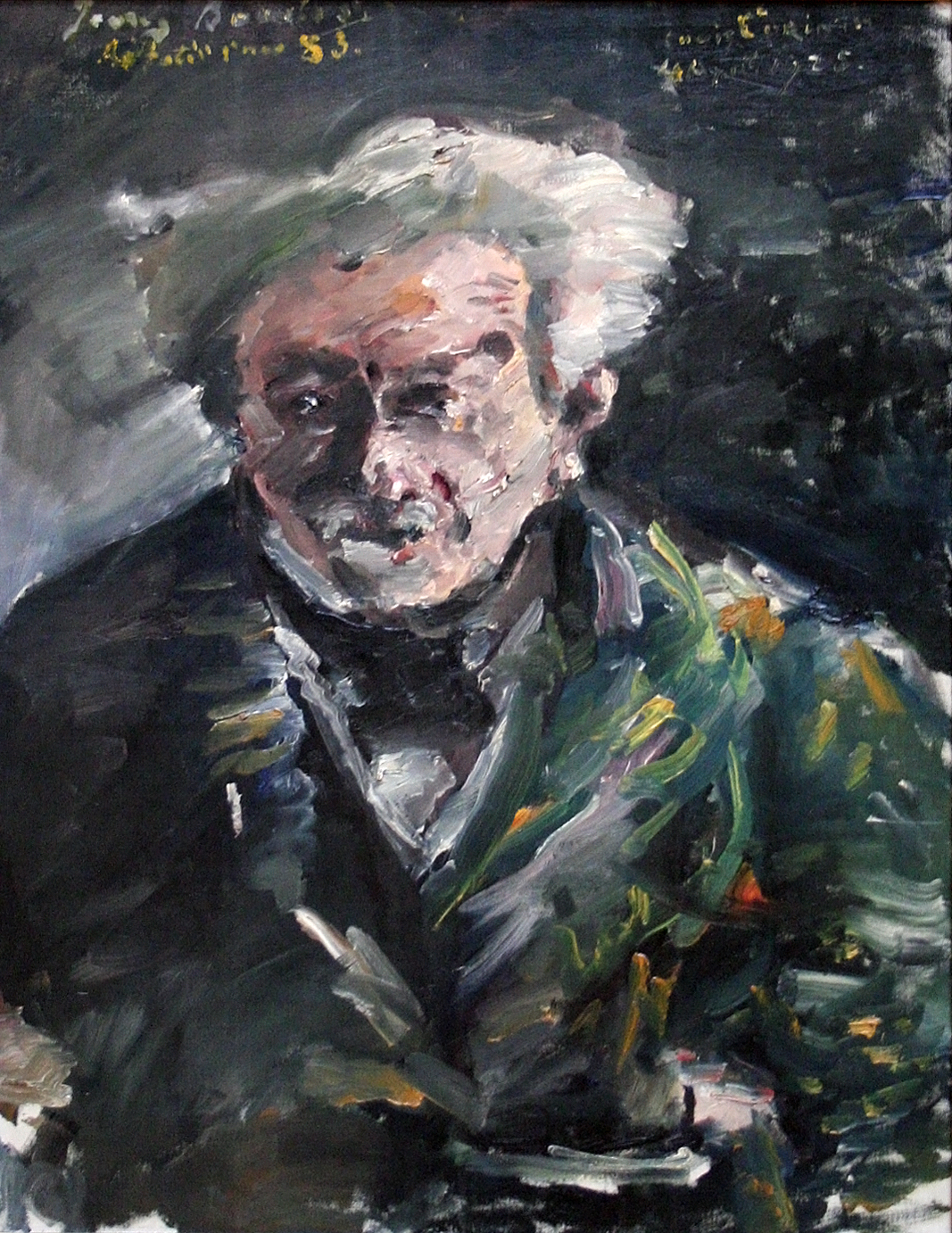
Lovis Corinth
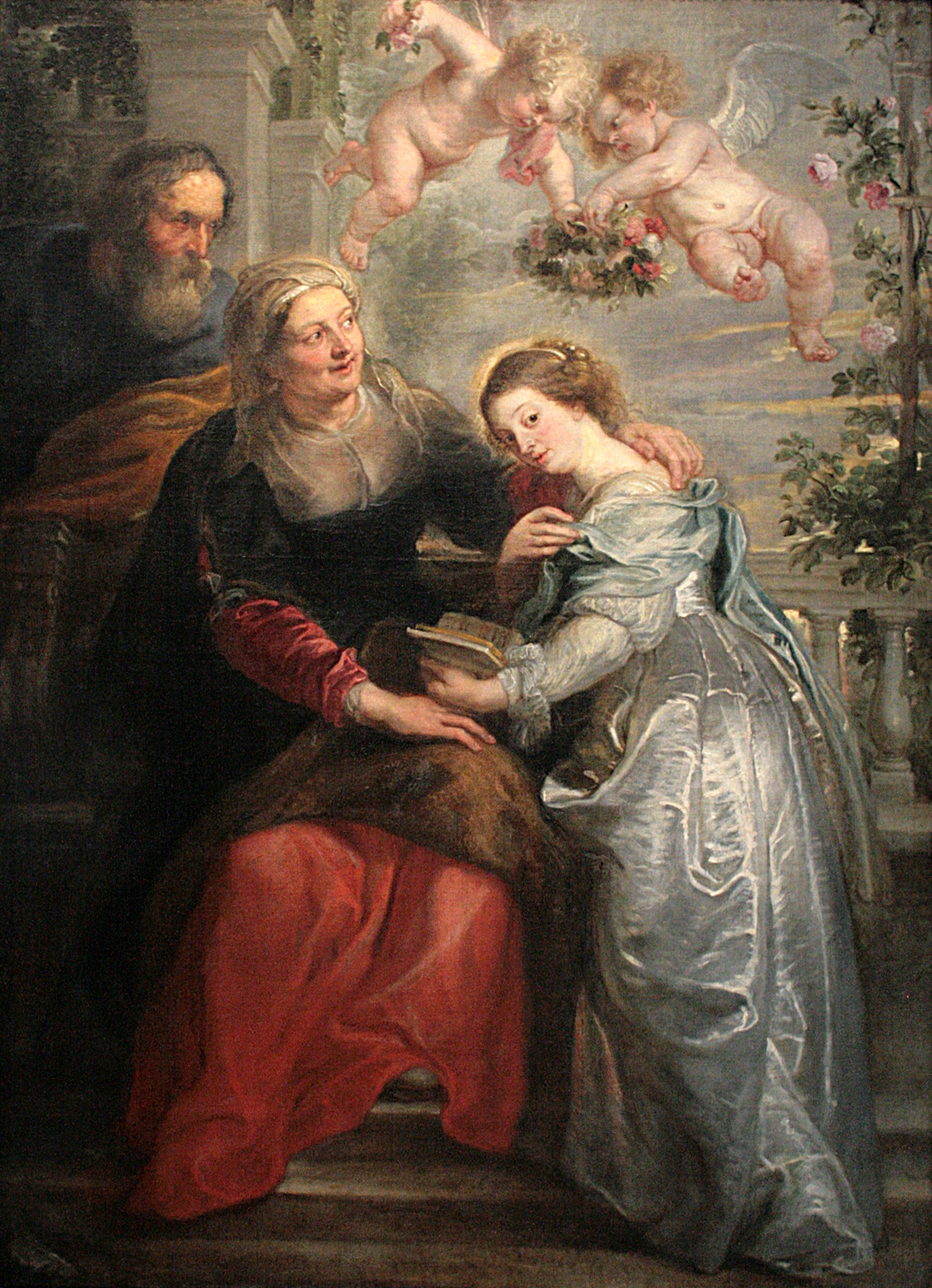
Peter Paul Rubens
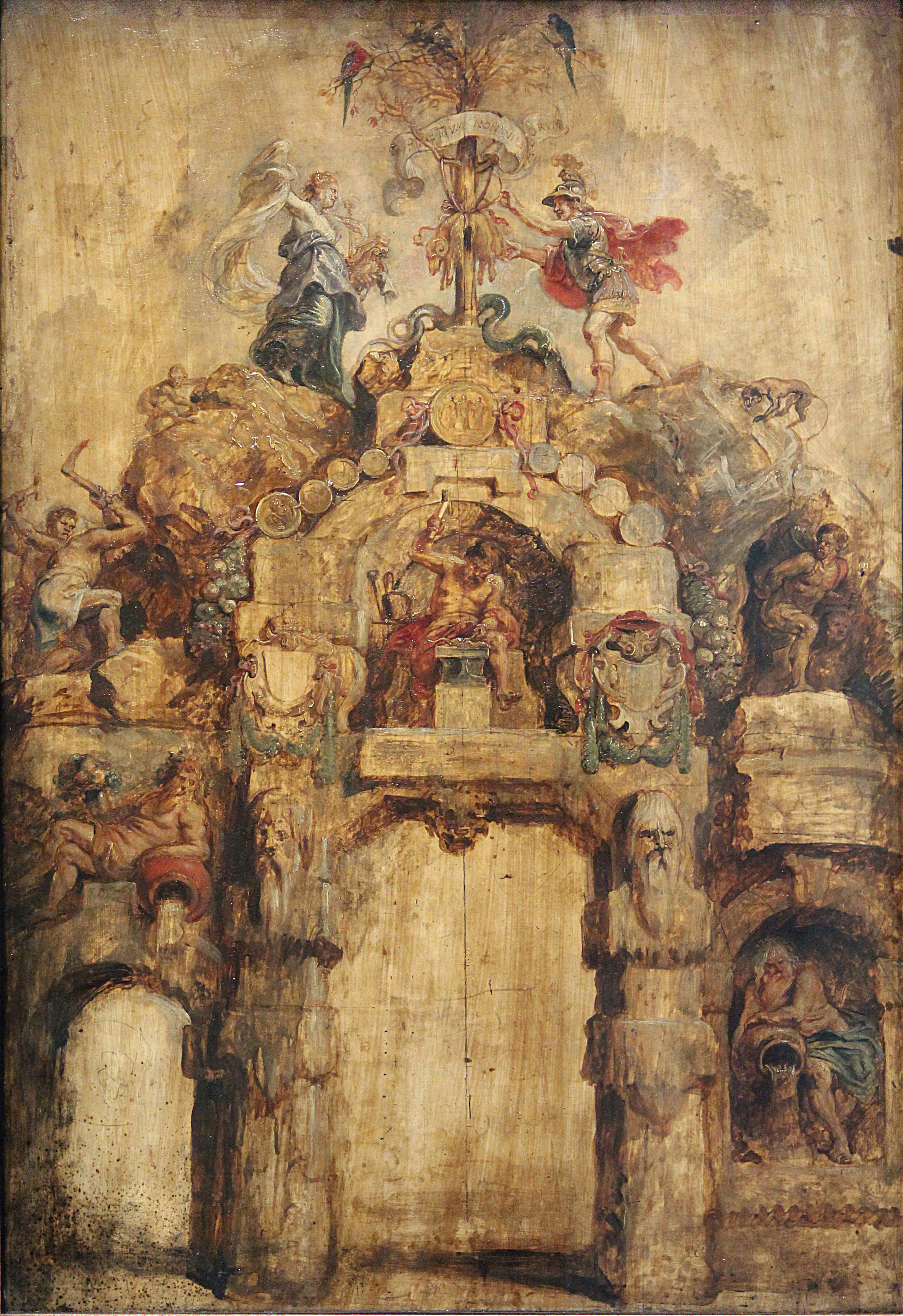
Peter Paul Rubens: De Boog van de Munt